# Limeum africanum
Limeum africanum är en tvåhjärtbladig växtart. Limeum africanum ingår i släktet Limeum och familjen Limeaceae.

## Underarter
Arten delas in i följande underarter:
- L. a. africanum
- L. a. canescens

## Bildgalleri

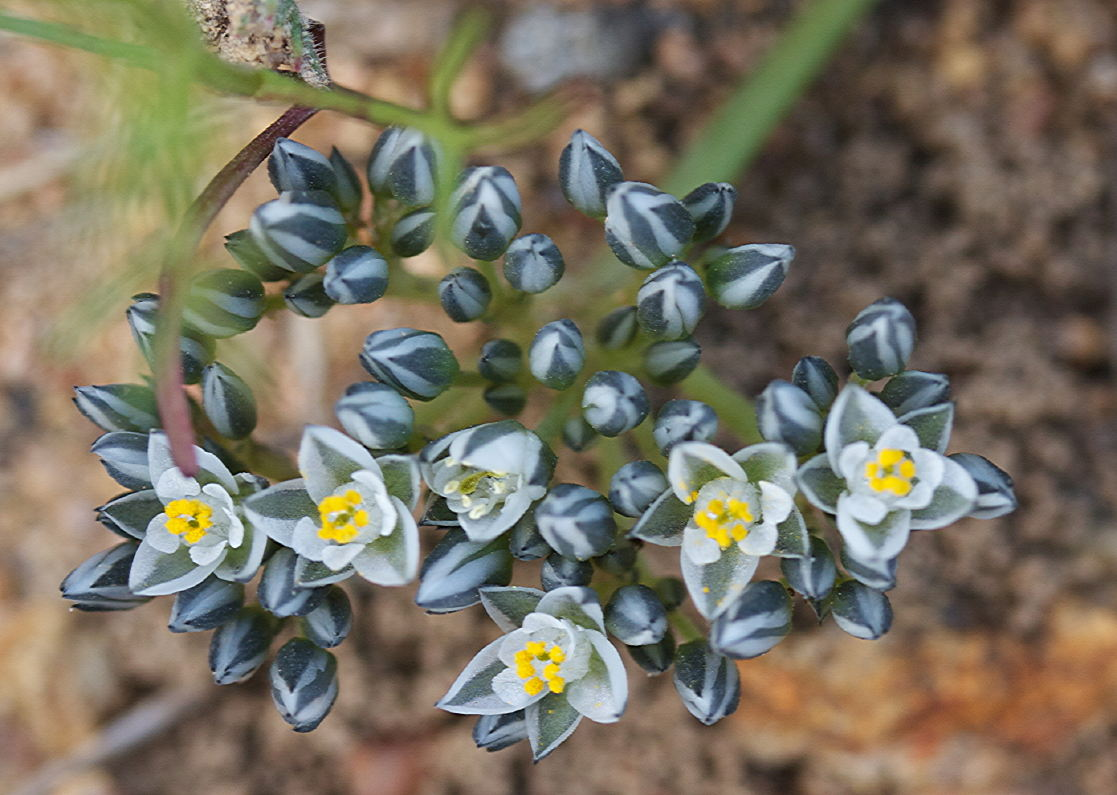